# Васильченко Валентина Андріївна
Васильченко Валентина Андріївна (1957 — 27 травня 2016, смт. Лисянка, Лисянський район, Черкаська область) — українська журналістка, правозахисниця, кореспондент газети «Вечірні Черкаси».

## Життєпис
14 серпня 2000 р. на журналістку здійснено напад у під'їзді її дому (побита бейсбольними битами). Винних у нападі не знайшли.
18 березня 2013 р. близько 10 00 до чергової частини нп «102» від журналістки надійшло повідомлення про напад. В момент, коли біля неї проходили чоловік та жінка, вона отримала різану рану лівої гомілки довжиною 2 см. Було встановлено, що на розі вулиць Ільїна — Котовського у Черкаси, з темно-вишневої «Тойоти» жінка викинула ніж під ноги Валентині Васильченко, яким вона була поранена. На думку журналістки, побутові мотиви повністю виключені, а основна причина — її публікації. Слідчим відділом Соснівського райвідділу міліції було відкрито кримінальне провадження.

Васильченко Валентина коментує випадок: 
«Ймовірно, це помста за мої публікації. Міліція порушила кримінальну справу. Скоріше це трактуватимуть, як хуліганство. Нібито якісь свідки сказали, що бачили, що між тим чоловіком і жінкою виникла сварка і вона розкидала якісь речі. Я цього не чула. Тоді чого клинок летів у мене, а та жінка побігла його потім забирати. Я від госпіталізації відмовилася, їду в обласну лікарню, щоб зробити судмедекспертизу й засвідчити ножове поранення» 
27 травня 2016 року Валентину Васильченко знайдено мертвою вдома.

## Журналістська діяльність
Працювала у районній газеті у Жашків Черкаська область, Черкаська обласна газета "Молодь Черкащини", власний кореспондент, газети «Факти і коментарі» (Черкаська область).

###### Розслідування
2000 р. — журналістське розслідування щодо діяльності Христинівського райвідділу МВС у Черкаська область. Стаття у газеті «Антена» (Черкаси) — «Христинівський синдром».
14 квітня 2004 р. — стаття «Трамадол» у газеті «Вечірні Черкаси». у якій піднімалося питання про відкриту торгівлю препаратом у черкаських школах.
Є версія про журналістське розслідування щодо начальника управління МВС у Черкаській області Олега Кочегарова. Після його спроби самогубства було знайдено кілька записок, в одній він вказав на Валентину Васильченко: «Єдина, хто винна у цьому — Васильченко».
Прокуратура порушила кримінальну справу проти журналістки за фактом доведення до самогубства начальника Черкаської міліції, генерал-лейтенанта міліції Олега Кочегарова. Журналістка тривалий час друкувала публікації про негативну діяльність УМВС України в Черкаській області та зокрема Олег Кочегаров.